# Flagermusen (film)
Flagermusen er en dansk film fra 1966, instrueret af Annelise Meineche og skrevet af John Hilbard og Sejr Volmer-Sørensen.

## Medvirkende
- Poul Reichhardt
- Lily Broberg
- Holger Juul Hansen
- Ghita Nørby
- Grethe Mogensen
- Karl Stegger
- Dario Campeotto
- Paul Hagen
- Ove Sprogøe
- Birgit Sadolin
- Niels Hinrichsen
- Bjørn Puggaard-Müller
- Valsø Holm
- Olaf Ussing
- Arthur Jensen
- Henry Nielsen
- Susanne Heinrich
- Poul Bundgaard
- Jørgen Beck